# Iberolacerta
Genre
Synonymes
- Pyrenesaura Arribas, 1999

Iberolacerta est un genre de sauriens de la famille des Lacertidae.

## Répartition
Les espèces de ce genre se rencontrent dans le sud de l'Europe.

## Liste des espèces
Selon The Reptile Database (22 janvier 2013) :
- Iberolacerta aranica (Arribas, 1993)
- Iberolacerta aurelioi (Arribas, 1994)
- Iberolacerta bonnali (Lantz, 1927) — Lézard des Pyrénées
- Iberolacerta cyreni (Müller & Hellmich, 1937)
- Iberolacerta galani Arribas, Carranza & Odierna, 2006
- Iberolacerta horvathi (Méhely, 1904)
- Iberolacerta martinezricai (Arribas, 1996)
- Iberolacerta monticola (Boulenger, 1905)

## Taxinomie
Le nom Iberolacerta a été utilisé pour la première fois en 1997 dans une thèse, qui n'a pas été publiée formellement.

## Étymologie
Le nom de ce genre, Iberolacerta, vient du latin iberia, de la péninsule ibérique, et de lacerta, « lézard », en référence à la distribution de certaines espèces de ce genre.

## Publication originale
- Arribas, 1999 : Phylogeny and relationships of the mountain lizards of Europe and Near East (Archaeolacerta MERTENS, 1921, sensu lato) and their relationships among the eurasian lacertid radiation. Russian Journal of Herpetology vol. 6, no 1, p. 1-22.